# Ángeles sin paraíso
Ángeles sin paraíso è una telenovela messicana trasmessa sul Canal de las Estrellas dal 29 giugno 1992 al 29 gennaio 1993.

## Trama
Aurora Sombría è una donna amara e malvagia che, dopo aver ucciso suo fratello milionario, deve allevare i suoi nipoti Claudia e Andrés che sono stati separati dalla madre Martha.
Tiene i bambini rinchiusi tutto il giorno e si diverte a ferirli e maltrattarli.
I bambini devono prendersi cura l'uno dell'altro e cercare di essere coraggiosi, perché la loro zia malvagia li tormenta con storie di streghe e paure che perseguitano l'oscura e immensa dimora in cui vivono, accontentandosi di poche ore in cui la zia li fa uscire nel giardino.
Claudia è una ragazza intelligente e audace che difende il piccolo Andrés da sua zia poiché timido e timoroso.
Nonostante la solitudine, questi bambini riescono a fare amicizia con i domestici, che diventano complici dei loro giochi.
I domestici, stanchi del maltrattamento di Aurora nei confronti dei bambini, li aiutano a scappare di casa in modo da poter trovare la madre e liberarsi per sempre dal male della zia.
All'inizio la zia sembra felice di sbarazzarsi dei nipoti ma si rende conto che senza di loro non sarà in grado di ottenere l'enorme fortuna del suo defunto fratello, che appartiene a sua cognata Martha, che va a casa di Aurora a cercare i suoi figli  ma ella mentisce a lei facendogli credere che i bambini sono morti mostrandogli le loro tombe nel cimitero.
Morrongo, un umile burattinaio che ha ospitato i bambini di Aurora, nega tutto, facendo scoprire a Martha i piani di Aurora.
I bambini si perdono in mezzo ad un campo e di notte fanno una nonnina pezza per tenerli al caldo e, magicamente prende vita con il nome di mamma Chonita, che diventa la loro protettrice.
Martha riesce a liberarsi della cognata con l'aiuto di Morrongo, che va a casa per salvarla e poi va dal notaio insieme ai domestici che testimoniano per suo conto.
Rimanendo sotto la custodia dei suoi figli e con la fortuna del suo defunto marito, Martha riesce a sconfiggere la malvagia Aurora ma più tardi, quando il tormento sembra essere finito, Aurora rapisce i bambini nella villa dove rivela che ha ucciso suo padre e provoca un incendio per ucciderli, ma muore cadendo dalle scale e Morrongo salva i bambini dal fuoco.
Finalmente Claudia e Andrés iniziano una vita felice con la loro mamma Martha.